# JK Narva Trans
El FC Narva Trans és un club de futbol estonià de la ciutat de Narva.

## Història
Evolució del nom:
- 1979: Avtomobilist Narva
- 1985: Autobaas Narva
- 1991: JK Narva Trans
- 1997: FC Narva Trans

## Palmarès
- Copa estoniana de futbol: (3)
  - 2000-01, 2018-19, 2022-23
- Supercopa estoniana de futbol: (2)
  - 2007, 2008

## Futbolistes destacats
- Martin Kaalma
- Tarmo Kink
- Aleksandr Kulik
- Jevgeni Novikov
- Sergei Ussoltsev

## Entrenadors destacats
- Valeri Bondarenko
- Vladimir Grigorjev
- Sergei Zamogilnõi